# Monticelli Pavese
Monticelli Pavese – miejscowość i gmina we Włoszech, w regionie Lombardia, w prowincji Pawia.
Według danych na rok 2004 gminę zamieszkiwało 666 osób, 33,3 os./km².